# Deportes Unión La Calera
Maillots
Actualités
Le Deportes Unión La Calera est un club de football chilien, basé à La Calera.

## Palmarès
- Championnat du Chili de football D2 :
  - Champion (3) : 1961, 1984, 2017.
  - Vice-champion (2) : 1955, 2010.

- Championnat du Chili de football D3 :
  - Champion (2) : 1990, 2000.
  - Vice-champion (1) : 1999.

## Personnalités du club

### Entraîneurs
| - Óscar Andrade (1961) - Alfonso Sepúlveda (1984) - Hernán Castro Leiva - Luis Marcoleta (2003) | - Alfredo Núñez (2006) - Hernán Ibarra (2006-07) - Claudio Nigretti (2007) - Jorge Socías (2007-08) | - Jorge Contreras (2008-09) - Miguel Alegre (2009) - Víctor Comisso (2009) - Emiliano Astorga (2010–maintenant) |

### Joueurs
- Santiago Micolta